# Federico Caputi
Federico Caputi (Latina, Italia; 13 de mayo de 1950 – 3 de agosto de 2025) fue un futbolista y entrenador de fútbol italiano que jugó en la posición de extremo.

## Carrera

### Jugador
| Periodo   | Club                 |
| --------- | -------------------- |
| 1969–1970 | Latina Calcio 1932   |
| 1970–1971 | AC Monza             |
| 1971–1975 | Lucchese 1905        |
| 1975–1980 | Taranto FC 1927      |
| 1980–1981 | Atalanta BC          |
| 1981–1982 | Catania FC           |
| 1982–1985 | Delfino Pescara 1936 |
| 1985–1986 | Taranto FC 1927      |

### Entrenador
Dirigió al L'Aquila 1927 en la temporada de 1990-91.